# Haliplus oberthuri
Haliplus oberthuri is een keversoort uit de familie watertreders (Haliplidae). De wetenschappelijke naam van de soort is voor het eerst geldig gepubliceerd in 1935 door Guignot.